# 11448 Miahajduková
11448 Miahajduková eller 1979 MB6 är en asteroid i huvudbältet som upptäcktes den 25 juni 1979 av de båda amerikanska astronomerna Eleanor F. Helin och Schelte J. Bus vid Palomarobservatoriet. Den är uppkallad efter Mária Hajduková Jr.